# Perplexity AI
Perplexity AI („Недоумение“) е чатбот с изкуствен интелект, разработен от група предприемачи с предишен опит в едни от най-известните IT компании.

## Описание
Точната дата на пускане на Perplexity AI не е известна. Освен функционалност за чат Perplexity AI има и възможността да предоставя резултати от мрежата, като това е и първоначалният замисъл на проекта. Посредством обработка на естествен език Perplexity AI събира информация от колкото се може повече източници, оформя я и я предоставя на потребителя заедно с връзките към съответните ресурси, откъдето е набавена.
В основата на Perplexity AI стоят езикови модели като GPT-3 на OpenAI.

## Отзиви
Мнозина сравняват Perplexity AI с ChatGPT. За разлика от ChatGPT обаче, Perplexity AI не изисква регистрация и не събира лични данни.